# Тамботало
Тамботало (Tambotalo) — почти вымерший океанийский язык, на котором говорят в деревне Тамботало на юго-западе острова Эспириту-Санто в Вануату.